# Eneicat-CMTeam
Das Eneicat-CMTeam ist ein Radsportteam im Frauenradsport aus Spanien mit Sitz in Navatejares.

## Organisation und Geschichte
Das Team wurde 2019 gegründet und war bis 2020 als UCI Women’s Team lizenziert, seit 2021 besitzt es eine Lizenz als UCI Women’s Continental Team. Die ersten Siege erzielten Fahrerinnen des Teams bei den nationalen Meisterschaften.
Das Team tritt vorrangig bei Rennen der UCI Europe Tour in Spanien und Portugal sowie Rennen der UCI America Tour in Süd- und Mittelamerika an. Die ersten internationalen Erfolge erzielte Aranza Valentina Villalón bei der Vuelta a Formosa Femenina 2021. 2023 und 2024 wurde das Team zur La Vuelta Femenina eingeladen, bei der das Team jedoch keine vorderen Platzierungen einfahren konnte. Mit 10 Siegen war 2024 die bisher erfolgreichste Saison des Teams.

## Saison 2025
Mannschaft
| Teamkader 2025                      | Teamkader 2025  | Teamkader 2025     | Teamkader 2025                           |
| Name                                | Geburtsdatum    | Land               | Vorheriges Team                          |
| ----------------------------------- | --------------- | ------------------ | ---------------------------------------- |
| Inna Abaidullina (1. Jan.–29. Mär.) | 3. April 2025   | Russland           | Matos Mobility-Optiria Women Team (2024) |
| Ainara Albert (19. Mär.–31. Dez.)   | 21. Juni 2003   | Spanien            | Massi Baix Ter (2025)                    |
| Andrea Alzate                       | 9. Oktober 1996 | Kolumbien          | Soltec Team (2022)                       |
| Valentina Basilico                  | 17. April 2003  | Italien            | Bepink (2023)                            |
| Daniela Campos                      | 31. März 2002   | Portugal           | Bizkaia-Durango (2023)                   |
| Ariana Gilabert                     | 12. April 2000  | Spanien            | Laboral Kutxa-Fundación Euskadi (2023)   |
| Mariana Líbano                      | 9. Januar 2004  | Portugal           | Soltec Iberoamérica Costa Cálida (2024)  |
| Angie Mariana Londoño               | 26. August 2005 | Kolumbien          |                                          |
| Claudia San Justo                   | 3. Oktober 2003 | Spanien            |                                          |
| Nicole Steinmetz                    | 21. Mai 2003    | Vereinigte Staaten | Cynisca Cycling (2024)                   |
| Mireia Trias                        | 22. März 2000   | Spanien            | Massi Baix Ter (2024)                    |
| Carolina Vargas                     | 28. August 2002 | Kolumbien          | Colnago CM Team (2021)                   |
|                                     |                 |                    |                                          |
| Quelle: ProCyclingStats             |                 |                    |                                          |

 Erfolge
| Siege | Siege  | Siege | Siege  | Siege  | Siege |
| Datum | Rennen | Staat | Klasse | Sieger |       |
| ----- | ------ | ----- | ------ | ------ | ----- |

## Bisherige Saisonerfolge
| Rennserie                 | 2019 | 2020 | 2021 | 2022 | 2023 | 2024 |
| ------------------------- | ---- | ---- | ---- | ---- | ---- | ---- |
| UCI Women’s WorldTour     | -    | -    | -    | -    | -    | -    |
| andere UCI-Rennen         | -    | -    | -    | 3    | -    | 7    |
| nationale Meisterschaften | 1    | 1    | 2    | 2    | 1    | 3    |

## Platzierungen in der UCI-Weltrangliste
| UCI Ranking | UCI Ranking | UCI Ranking                       | UCI Ranking |
| Jahr        | Teamwertung | Einzelwertung                     |             |
| ----------- | ----------- | --------------------------------- | ----------- |
| 2019        | 42.         | Varvara Fasoi (268. )             |             |
| 2020        | 36.         | Varvara Fasoi (105. )             |             |
| 2021        | 26.         | Aidi Gerde Tuisk (177. )          |             |
| 2022        | 38.         | Maribel Aguirre (233. )           |             |
| 2023        | 40.         | Aranza Valentina Villalón (153. ) |             |
| 2024        | 34.         | Daniela Campos (163. )            |             |
|             |             |                                   |             |
| Quelle: UCI |             |                                   |             |